# Poecilomigas
Poecilomigas is een geslacht van spinnen uit de familie Migidae.

## Soorten
- Poecilomigas abrahami (O. Pickard-Cambridge, 1889)
- Poecilomigas basilleupi Benoit, 1962
- Poecilomigas elegans Griswold, 1987